# シマゴマ
シマゴマ（島駒、学名：Luscinia sibilians）は、スズメ目ヒタキ科に分類される鳥類である。

## 分布
ロシア東部のバイカル湖付近から沿海州、サハリンに夏鳥として渡来、繁殖し、冬期は中国南部から東南アジアに渡り越冬する。
日本では旅鳥として春に記録されるが数は少ない。主に日本海側で観察されているが、全て単独での記録である。

## 形態
全長約13cm。額から尾にかけての上面は褐色で、尾は赤みがかった褐色である。腹部は白色。頸の両側、胸、脇にオリーブ褐色の鱗状斑があることが本種の特徴である。

## 生態
平地の低木林や竹林の中にいるが、薄暗い場所を好むうえに体が小さく体色が地味なこともあって姿を見つけることは難しい。さえずりで本種の存在がわかる。
さえずりは「ヒュルルルル」とコルリに似た声を出すが、やや震えていて声量に乏しい。